# Triphenylsilan
Triphenylsilan ist eine chemische Verbindung aus der Gruppe der siliciumorganischen Verbindungen.

## Gewinnung und Darstellung
Triphenylsilan kann durch Hydrierung von Chlortriphenylsilan mit einem Reduktionsmittel, wie Lithiumaluminiumhydrid oder Lithiumhydrid gewonnen werden:
{\displaystyle \mathrm {4\ ClSi(C_{6}H_{5})_{3}+\ LiAlH_{4}\ {\xrightarrow {}}\ 4\ HSi(C_{6}H_{5})_{3}\ +\ LiCl\ +\ AlCl_{3}} }
Auch die Darstellung aus Trichlorsilan durch Umsetzung mit Phenylmagnesiumbromid in einer Grignard-Reaktion ist möglich:
{\displaystyle \mathrm {HSiCl_{3}+3\ (C_{6}H_{5})MgBr\ {\xrightarrow {}}\ HSi(C_{6}H_{5})_{3}\ +3\ MgBrCl} }

## Eigenschaften
Silane, wie Triphenylsilan, sind im Wesentlichen stabil gegenüber Hydrolyse. In Gegenwart von sauren und basischen Katalysatoren, wie Triethylamin oder Kalilauge wird es  jedoch unter Wasserstoffentwicklung zum Silanol umgewandelt:
{\displaystyle \mathrm {(C_{6}H_{5})_{3}SiH+\ H_{2}O{\xrightarrow[{}]{Katalysator}}\ (C_{6}H_{5})_{3}SiOH\ +\ H_{2}} }
Mit Aminen reagiert es wiederum unter Wasserstoffabspaltung und bildet Triphenlysilylamine, wobei eine Dreifachsubstitution am Stickstoffatom nicht beobachtet wird:
{\displaystyle \mathrm {2(C_{6}H_{5})_{3}SiH+\ NH_{3}{\xrightarrow[{}]{Katalysator}}\ ((C_{6}H_{5})_{3}Si)_{2}NH\ +\ H_{2}\ \ Katalysator=NaNH_{2}} }
Durch Umsetzung mit Chlor, Brom und Iod entstehen die entsprechenden Halogenide:
{\displaystyle \mathrm {(C_{6}H_{5})_{3}SiH+\ X_{2}\ {\xrightarrow[{}]{}}\ (C_{6}H_{5})_{3}SiX\ +\ HX\ \ X=Cl,Br,I} }
In Gegenwart von Lewis-Säuren, wie Aluminiumchlorid lassen sich die Chloride und Bromide auch durch Umsetzung mit Chlorwasserstoff oder Bromwasserstoff gewinnen:
{\displaystyle \mathrm {2(C_{6}H_{5})_{3}SiH+\ HX\ {\xrightarrow[{}]{AlX_{3}}}\ (C_{6}H_{5})_{3}SiX\ +\ HX\ \ X=Cl,Br} }
Triphenylsilan reagiert mit Natrium-Kalium-Legierung unter Bildung von Kaliumtriphenylsilicid, welches dann mit einem weiteren Triphenylsilan-Molekül zum Hexaphenyldisilan dimerisiert:
{\displaystyle \mathrm {(C_{6}H_{5})_{3}SiH+\ Na/K\ {\xrightarrow[{}]{}}\ (C_{6}H_{5})_{3}SiK\ +\ NaH} }
{\displaystyle \mathrm {(C_{6}H_{5})_{3}SiK\ +\ HSi(C_{6}H_{5})_{3}\ {\xrightarrow[{}]{}}\ (C_{6}H_{5})_{3}Si-Si(C_{6}H_{5})_{3}} }

## Verwendung
Triphenylsilan dient in der präparativen Chemie als Reduktionsmittel insbesondere für Halogenkohlenwasserstoffe, Alkohole und Ketone. Für letztere wird es auch als Schutzgruppe verwendet.

## Sicherheitshinweise
Triphenylsilan hat einen Flammpunkt von 76 °C.